# Verbascum mixtum
Verbascum mixtum är en flenörtsväxtart som beskrevs av Ram. och Dc.. Verbascum mixtum ingår i släktet kungsljus, och familjen flenörtsväxter. Inga underarter finns listade i Catalogue of Life.